# Pârâul lui Chirică
Pârâul lui Chirică este un curs de apă, afluent de dreapta al râului Olt.

## Punct de vărsare
Pârâul lui Chirică se varsă în Olt în dreptul localității Bujoreni, Vâlcea, în locul numit Gura Văii. 

## Afluenți
Pârâul lui Chirică nu are afluenți semnificativi pentru a fi notabili.